# Клабуновский, Евгений Иванович
Евге́ний Ива́нович Клабуновский (род. 7 июля 1923 года, Путивль Сумская область) — советский и российский химик, заслуженный деятель науки РФ (1995), крупный ученый в области органического асимметрического катализа, осуществивший в 1950 году впервые в мире абсолютный асимметрический синтез с использованием неорганического хирального гетерогенного катализатора, лауреат премии имени Н. Д. Зелинского.

## Биография
Родился 7 июля 1923 года в городе Путивле Сумской области в семье работников народного образования. В 1926 году семья переехала в Москву.
Отец, Иван Григорьевич Клабуновский (1896—1980) — доктор филологических наук, профессор кафедры русской и советской литературы в МГПИ имени В. И. Ленина; директор ряда институтов, в 1941—1945 годах — начальник Управления высшей школы СССР.
В раннем детстве тяжело повредил ногу, лечение прошло с осложнениями. Лечение в течение восьми лет в клинике-санатории ДКТС им. Краснобаева не позволило полностью восстановить подвижность ноги.
В 1941 году вместе с матерью был эвакуирован в Киров (отец оставался в Москве), уже в декабре 1942 года они вернулись в Москву.
Сдал экстерном вступительные экзамены на химический факультет МГУ, который окончил в 1947 году, после чего поступил в аспирантуру под руководством профессора Алексея Александровича Баландина, давшего тему пионерского исследования: «Асимметрический синтез с помощью катализаторов на основе оптически активного кварца».
В процессе работы остался без руководителя: по ложному доносу арестовывают Баландина, только что избранного академиком АН СССР и деканом химического факультета МГУ, лауреата Сталинской премии (его полностью реабилитируют только в начале 1953 года). Руководство работой принял на себя профессор Александр Петрович Терентьев.
В январе 1951 года защитил кандидатскую диссертацию, в которой впервые в мире был осуществлен абсолютный асимметрический синтез, после чего год работал в НИИСС Министерства химической промышленности (г. Москва).
В феврале 1952 года перешёл в Институт органической химии АН СССР на должность младшего научного сотрудника, впоследствии — старший научный сотрудник, а с 1968 по 1989 год — заведующий созданной им лабораторией асимметрического катализа.
Был членом учёных советов ИОХ им. Н. Д. Зелинского РАН (1986—2005) и ИНЭОС им. А. Н. Несмеянова РАН, член квалификационного совета ИОХ РАН по защите докторских и кандидатских диссертаций. Входил в состав экспертного совета по органической химии ВАК СССР (1975—1987).
Организатор трёх конференций по асимметрическому синтезу и катализу, лектор и пленарный докладчик на всероссийских и международных конференциях, а также в многочисленных университетах и фирмах мира.

## Научная деятельность
Главное направление работ — асимметрический катализ, который в 1950-е годы считался малоперспективным.
В результате целенаправленных исследований асимметрический катализ постепенно превратился в одну из самых важных тем исследований в современной органической химии, о чём свидетельствует, например, присуждение трех Нобелевских премий в этой области и неуклонно возрастающее применение в промышленном масштабе методов асимметрического катализа в производстве фармацевтических и агрохимических препаратов.
Работы Клабуновского широко известны в мире, обсуждались на многочисленных конференциях и в периодической научной печати. Он с сотрудниками впервые открыл энантиоселективную активность ряда металлических катализаторов на основе интерметаллических соединений редкоземельных элементов, модифицированных хиральными гидроксии аминокислотами, в реакциях гидрирования кетокарбоновых кислот и дикетонов; впервые обнаружил корреляцию энантиоселективной активности катализаторов с термодинамической стабильностью промежуточных активных комплексов. Впервые обнаружил синергизм каталитической и энантиоселективной активностей. Показал, что реакция асимметрического гидрирования протекает через стадию образования тройного комплекса: металлмодификатор-субстрат. Исследовал также гомогенный асимметрический катализ в реакциях гидрирования, гидросилилирования и кросс-сочетания на фосфиновых и фосфитных комплексах родия, никеля и кобальта, приводящих к получению практически важных препаратов: аспартама, L -ДОФА и др. Е. И. Клабуновский с сотрудниками открыл и изучил реакцию восстановительного аминолиза азлактонов под действием хирального комплекса палладия, приводящую с высокой энантиоселективностью к образованию практически важных оптически активных аминокислот, в том числе фторсодержащих и дипептидов.
В исследовании структурных факторов в катализе Е. И. Клабуновский разработал метод «каталитического щупа» для выяснения геометрической неоднородности поверхности никелевого катализатора, используя для этого гидрирование производных триптицена. Е. И. Клабуновский, являясь одним из главных учеников академика А. А. Баландина, приложил много усилий к посмертному изданию трудов своего учителя.
Руководитель 3 докторских и 30 кандидатских диссертаций.
Автор 9 монографий и более 900 научных трудов в отечественных и зарубежных журналах, ряда патентов и авторских свидетельств на получение практически важных катализаторов.
Его ученики работают в России, в ближнем и дальнем зарубежье, некоторые стали руководителями крупных научных коллективов. Поражают неизменно высокая творческая активность Е. И. Клабуновского, старейшего сотрудника Института органической химии им. Н. Д. Зелинского РАН, и его постоянное стремление охватить новые пограничные области знаний. Так, в последнее десятилетие им опубликованы аналитические обзоры, касающиеся исследования оптической активности нефтей различных месторождений, статья «Гомохиральность. Значение для биосферы и теории происхождения жизни».
В соавторстве с иностранными коллегами опубликована монография «Heterogeneous Enantioselective Hydrogenation. Theory and Practice» (authors: Klabunovskii E.I., Smith G.V. and Zsigmond A.; Springer SBM. Dordrecht. The Netherlands, 2006), в которой, в частности, обсуждаются философские проблемы асимметрии в природе.

## Награды
- Заслуженный деятель науки Российской Федерации
- Медаль Лейденского университета
- Юбилейная медаль ВАК СССР
- Медаль «Китайско-советская дружба»
- Премия имени Н. Д. Зелинского (1984) - за серию работ «Исследования в области асимметрического катализа»